# Saint-Géraud-de-Corps
Saint-Géraud-de-Corps é uma comuna francesa na região administrativa da Nova Aquitânia, no departamento Dordonha. Estende-se por uma área de 15 km². Em 2010 a comuna tinha 250 habitantes (densidade: 16,7 hab./km²).